# ミネソタ多面人格目録
ミネソタ多面人格目録（ミネソタためんじんかくもくろく、Minnesota Multiphasic Personality Inventory）は、質問紙法の心理検査で、英語名の頭文字をとってMMPIとも呼ばれる。2020年に公刊されたMMPI-3がその最新版である。

## 作成の経緯
MMPIは、1943年にアメリカミネソタ大学病院の精神神経科の心理学者ハサウェイ(Hathaway, S. R.)と、精神科医マッキンリー(McKinley, J. C.)によって開発されたものに基づく性格検査の総称である。現在日本でMMPIといえば、この1943年に開発されたものまたはその日本版を指すが、後継版であるMMPI-2、MMPI-2-RF、MMPI-3などと区別する場合はoriginal MMPIと呼称する。

### 開発の目的
MMPI開発の目的は、精神医学的診断の客観的尺度を作成することであった。これは、当時ハサウェイとマッキンリーが既存の尺度を使用してみたところ、それらが役に立たなかったことが影響している。

### 項目の収集と臨床尺度の設定
彼らは検査を作成するに当たって、1000以上の質問項目を集めることからはじめた。集めた質問項目の中から重複するものや、検査の目的と一致しないものを除いた結果、504項目が残った。そこで、彼らはその504項目を正常者に実施した。正常群はミネソタ大学病院の精神疾患を持たない患者や見舞い客、ミネソタ大学の入学前ガイダンスの出席者、事業促進局(Works Progress Administration)の労働者から選ばれた。これらの正常群はミネソタ正常群(the Minnesota normals)と呼ばれる。次いで、臨床群にも実施した。臨床群はミネソタ大学病院の精神科患者の中から、診断に疑問のある患者、二つ以上の診断名がつけられている患者などを除いたもの、つまり診断名が「抑うつ」のみや「統合失調症」のみのような患者が選ばれた。臨床群はさらに心気症、抑うつ、ヒステリー、精神病質的偏奇、パラノイア、神経衰弱、統合失調症、軽躁病の診断名ごとに分けられた。MMPIは、これら正常群と臨床群を比較して応答に有意な差のあった項目を元に各臨床尺度を設定した。

## 検査の概要

### (original) MMPI
検査の構成
(original) MMPIは4つの妥当性尺度と10の臨床尺度、16の代表的な追加尺度で採点される。検査自体は自分が「あてはまる」か「あてはまらない」かを回答する550の質問項目からなる。
妥当性尺度
(original) MMPIには臨床尺度のほかに、検査の妥当性を測る、?、L、F、Kの4つの妥当性尺度(validity scales)が設定されている。それぞれの詳細は以下の通りである。プロフィール全体の妥当性とともに、被験者の受験態度や歪みなど、心理学的特徴についての重要な情報も提供する。
- ？尺度（疑問点）

被験者が「どちらともいえない」と答えた項目の数を表しており、これが多い場合は妥当性が疑わしくなるため、判定の中止、あるいは再検査を検討する必要がある。
- L尺度（虚構点）

Lはうそ(Lie)を表し、社会的には望ましいが実際には困難で、被験者が自分を好ましく見せようとする傾向を示唆する。
- F尺度（妥当性点）

正常な成人においては出現率の低い回答をした数を表しており、風変わりな回答や自分を悪く見せようとする傾向が現れる。
- K尺度（修正点）

自己に対する評価、検査に対する警戒の程度を調べるもので、これが高いほど自己防衛の態度が高いといえる。また自己に対する評価、検査に対する警戒による回答の歪みを修正するための点数としても扱われる。
臨床尺度
臨床尺度は診断名を表しているのではないことに注意。尺度得点間の相互関係を読むことが、プロフィールの理解にあったって大切である。例えば、神経症圏の人では第1, 2, 3尺度が高く、第6, 7, 8, 9尺度が低い右下がりプロフィールになりやすく、逆に精神病圏の人では逆に右上がりプロフィールを示すことが多いと言われている。
- 第1尺度 ＜Hs：心気症＞
- 第2尺度 ＜D：抑うつ＞
- 第3尺度 ＜Hy：ヒステリー＞
- 第4尺度 ＜Pd：精神病質的偏奇性＞
- 第5尺度 ＜Mf：男子性・女子性＞
- 第6尺度 ＜Pa：パラノイア＞
- 第7尺度 ＜Pt：神経衰弱＞
- 第8尺度 ＜Sc：統合失調症＞
- 第9尺度 ＜Ma：軽躁病＞
- 第0尺度 ＜社会的内向性＞

### MMPI-2
検査の構成
MMPI−2は10の妥当性尺度と19の臨床尺度・再構成臨床尺度、その他臨床尺度の下位尺度や内容尺度など、合計120を超える尺度で採点される。質問項目数は567項目。

### MMPI-3
検査の構成
MMPI−3は10の妥当性尺度と42の臨床尺度で採点される。臨床尺度は、高次尺度、再構成臨床尺度、特定領域の問題尺度、パーソナリティ精神病理５尺度に分かれており、特定領域の問題尺度はさらにいくつかの群に分かれている。個別の尺度の名称や詳細については、検査の保護の観点から著作権に基づき一般公開が禁止されている。

## 発表後の評価とその後
MMPIの発刊後、実際に使用されるにつれて、検査に問題点があり、精神医学的診断の客観的指標を作成するという当初の目的をはたせていないことが明らかになってきた。その問題点とは、「特定の症状を持つ患者は対応する臨床尺度で高い得点をとることが多かったが、同時に他の臨床尺度でも高い得点をとることが多い」ということである。この問題をグレイアム(Graham，1997)は「臨床尺度がその尺度名が示す症状・症候群の純粋な尺度ではないのは明らかである」としたうえでその理由について、臨床尺度が相互に高い相関関係にあることを指摘した。しかし、これらの問題はMMPIの診断価値を完全に否定するものではなかった。それは、後の研究によってそれぞれの臨床尺度の程度よって起きやすい特徴が明らかにされ、新たな情報を引き出すことに成功したことにより、当初の目的とは異なった方向で役立つこととなったためである。しかし、こういった経緯により今日では臨床尺度の診断名はあまり重視されないようになっていることも事実である。また、これらの問題が重大視されない背景には精神医学的疾病分類がMMPIの開発された1940年代ほど有用視されていないということも関係している。そのため、精神医学的疾病分類が行われているという誤解を招かないようにするために、それぞれの項目を当初の臨床尺度名ではなく第1尺度、第2尺度といった風に表すことが一般的になってきている。

## 海外での使用状況
MMPIは出版後、130の言語に翻訳され90以上の国で用いられている。また、研究文献数ではロールシャッハテストを超えているほか、ピオトロスキーら(Piotrowski et al., 1985)がアメリカ人格査定学会(Society for Personality Assessment)を対象にして行った調査によるとMMPIの使用頻度はウェクスラー成人知能検査やロールシャッハテストに次いで第3位であり、本国アメリカなど英語圏の国を中心に、世界的に使用頻度の高い検査である。米国以外の国ではMMPI-2またはその短縮版と言えるMMPI-2-RFが使用されている。米国では2022年10月時点ですでにMMPI-3の使用が50%に達している。

## 日本版

### (original) MMPI
日本で初めて公刊されたMMPIは1963年に阿部満洲らによって発刊されたMMPI日本版(Hathaway & McKinley, 1943; 阿部・住田・黒田，1963)である。しかし、阿部らが発刊した日本版には翻訳段階の誤りや、標準化作業における疑問などの問題点が指摘されていた。そこで、 1990年からそれらの問題点を踏まえて翻案、標準化が始められ、1993年に発刊されたのが田中富士夫らによるMMPI新日本版(MMPI新日本版研究会編，1993)である。日本版、新日本版はいずれもライセンシーより発行されている正式版である。
これとは別に、村上宣寛らにより開発されたMMPI-1やMINI、MINI-124といった短縮版が株式会社筑摩書房より発行されていた時期があった。これらが未公認版であることは同氏執筆の「MMPI-1/MINI/MINI-124ハンドブック」内に明記されており、著作権侵害の申し立てを受け関連する全ての製品がすでに販売中止となっている。

### MMPI-2
公刊された日本版は存在しない。北里大学の小口徹らを中心に日本語の質問項目の作成や基本的な研究が行われたが、正式な公刊には至らず、今後も公刊される予定はない。

### MMPI-3
2022年に株式会社三京房よりMMPI-3日本版が公刊された。MMPI-3日本版は質問項目の作成や標準化についてミネソタ大学の承認を得た日本初のMMPIである。原著アメリカ以外の国でMMPI-3が公刊されるのは日本が初めてとなる。
2023年10月の疑義解釈資料により医科診療報酬280点の請求(D284-2)が可能となり、original MMPIと置き換わり広く使用され始めている。